# MV Teratai Prima
O Teratai Prima foi um barco de passageiros indonésio que afundou em 11 de janeiro de 2009, por volta das 04:00 horário local (10 de janeiro, 21:00 (UTC), no estreito de Macáçar, ao largo da costa da província indonésia de Celebes Ocidental devido ao tempo tempestuoso. Sobreviventes disseram que o barco foi atingido por ondas de mais de 4 metros de altura em duas ocasiões. Segundo testemunhas oculares, a primeira onda foi tão intensa que balançou fortemente o barco. Segundo as testemunhas, o barco chegou a estar numa inclinação de aproximadamente 30°. Logo em seguida, uma segunda onda atingiu o barco de outra direção, que virou e afundou .
Baseado na lista de passageiros do barco feito antes da navegação, estava a bordo 250 passageiros e 17 tripulantes durante o naufrágio. Porém, acredita-se que o barco estava transportando mais pessoas do que estava registrado. Algumas especulações dizem que o barco levava 300 passageiros quando partiu da localidade de Pare-Pare. Até 17 de janeiro, 42 pessoas (incluindo o capitão do barco) foram resgatadas por equipes de busca e por pescadores. O capitão foi investigado pela acusação de negligenciar os avisos da Agência Meteorológica, Climatológica e Geofísica da Indonésia, que alertava que a navegação naquela região estava perigosa devido à grande ondulação. O barco estava navegando durante a noite, e partiu de Pare-Pare, na província do Celebes do Sul, para Samarinda, na província de Kalimantan Oriental.

As buscas começaram logo que a notícia do naufrágio foi dada. Porém, as condições meteorológicas desfavoráveis impediram as buscas por meio de barcos pequenos. Com isso, as buscas foram iniciadas por quatro navios de guerra da Indonésia e por dois barcos de patrulha. Segundo uma autoridade vinculada ao Ministério de Transporte Marítimo da Indonésia, o envio de barcos pequenos estava terminantemente proibido por causa das condições marítimas desfavoráveis.."